# Aeroportul Regional Southwest Michigan
Aeroportul Regional Southwest Michigan (IATA: BEH, ICAO: KBEH, FAA LID: BEH) este un aeroport din Michigan, Statele Unite ale Americii ce deservește zona Benton Harbor⁠(d). Aeroportul a fost tranzitat în 2019 de 36 de pasageri. A fost deschis în 2 ianuarie 1940.
Situat la o altitudine de 198 m, aeroportul dispune de 2 piste.

## Infrastructură

### Piste
Aeroportul dispune de 2 piste. Pista 10/28 are suprafața de asfalt și dimensiunile 6.005 picioare × 100 picioare. Pista 14/32 are suprafața de asfalt și dimensiunile 3.661 picioare × 100 picioare. 